# HI-SEAS
HI-SEAS (Hawaii Space Exploration Analog and Simulation) ist eine Modellierung und Simulation der NASA mit Gruppen von Menschen, die in drei Durchgängen allgemeine Erfahrungen für eine bemannte Marsstation respektive bemannten Marsflug gesammelt hat. Diese Station befand sich etwa auf halber Höhe des 4170 m hohen Vulkans Mauna Loa auf Hawaii.
Im Rahmen der HI-SEAS-Missionen wird mit geschlechtsgemischten Teams über längere Zeiträume (bislang vier Monate bis zu einem Jahr) die Isolation auf dem Mars simuliert. Die Wissenschaftler kamen aus unterschiedlichen Ländern und hatten individuelle Aufgaben. Die Kooperation der Universität Hawaii und der NASA sollte unter anderem testen, wie unter widrigen Umständen und unter verschärfter Isolation von der Außenwelt das Zusammenleben über einen längeren Zeitraum auf engem Raum funktioniert. Jeder Durchlauf hatte verschiedene Schwerpunkte.

## Bedingungen
Konkret eingeschränkt war der Aufenthalt auf die hermetisch abgeschlossene Kuppel von 11 m Durchmesser und 6 m Höhe plus einem 15 m² großen Schiffscontainer mit Einrichtung als Werkstätte. Jeder Ausgang ins Freie – auf 2500 m Seehöhe – musste lange vorher geplant werden und erforderte das Anlegen eines Raumanzuges. Das Duschen war auf 8 Minuten pro Woche limitiert. Die Ernährung bestand aus dauerhaft Konserviertem, also Nudeln, Reis, Thunfisch aus der Dose, Käsepulver und Gefriergetrocknetem. Es gelang jedoch, 20 Tomaten zu züchten.
Jede Person hatte ein kleines mit Tür verschließbares Zimmer mit Bett und Schreibtisch als Privatsphäre. Die Experimentatoren überwachten die Testpersonen über Sensoren am Körper und Kameras in Arbeitsraum und Küche. Internetzugang wurde nur sehr eingeschränkt zugelassen.
Mit im Team HI-SEAS IV war eine Ärztin, zusätzlich konnte ärztlicher Rat per Telekommunikation eingeholt werden, nur im besonderen Notfall hätte man einen Krankenwagen oder Hubschrauber geholt und damit allerdings das Experiment unterbrochen.
Kommunikation verlief mit – die Entfernung zum Mars simulierenden – 20 Minuten Zeitverzögerung. Telefonieren war also nicht möglich, Mailen und Bloggen schon. 

## Missionen

### HI-SEAS I
Der erste Versuchslauf dauerte vier Monate von April bis August 2013 (120 Tage) und die Teilnehmer waren
1. Simon Engler (Kanada, Computerwissenschaften, Robotik)
2. Sian Proctor (USA, Geologin)
3. Kate Greene (USA, Wissenschaftsjournalistin)
4. Oleg Abramov (USA, Biologe)
5. Yajaira Sierra-Sastre (USA, Materialwissenschaftlerin)
6. Angelo Vermeulen (Belgien, Geologe, Kommandant)

Der Forschungsschwerpunkt lag auf ernährungswissenschaftlichen und psychologischen Aspekten.

### HI-SEAS II
HI-SEAS II mit einer sechsköpfigen „Besatzung“ begann am 28. März 2014 und dauerte 120 Tage bis zum 25. Juli 2014. Die Gruppe bestand aus
1. Casey Stedman (USA, Pilot/Geograph, Kommandant)
2. Tiffany Swarmer (USA, Biologin)
3. Ron Williams (USA, Psychologe, Chemiker)
4. Anne Caraccio (USA, Chemikerin)
5. Ross Lockwood (Kanada, Physiker)
6. 'ucie Poulet (Frankreich, Raumfahrtingenieurin)

Forschungsgegenstand: Gruppen-Zusammenhalt und -Performance

### HI-SEAS III
Die dritte „Mission“ begann am 15. Oktober 2014 und fand ihr planmäßiges Ende nach acht Monaten am 13. Juni 2015. Die Gruppe bestand aus sechs Mitgliedern, sowie aus zwei Reserve-Mitgliedern:
1. Martha Lenio (Kanada, Ingenieurin, Kommandantin)
2. Allen Mirkadyrov (USA, Raumfahrtingenieur)
3. Sophie Milam (USA, Ingenieurin)
4. Neil Sheibelhut (USA, Biologe)
5. Jocelyn Dunn (USA, Raumfahrtingenieurin)
6. Zak Wilson (USA, Ingenieur)

Die Backup-Crew bestand aus Ed Fix und Michael Castro.
Gegenstand der Forschungen waren Untersuchungen über Gruppengrößen, Isolation, Gruppenkommunikation und Problemlösungsdynamiken.

### HI-SEAS IV
HI-SEAS IV begann am 28. August 2015 und dauerte bis zum 28. August 2016 und war mit 366 Tagen (ein Jahr und aufgrund des Schaltjahres einen Tag länger) die bislang längste HI-SEAS-Mission.
Die Crew-Mitglieder waren
1. Carmel Johnston (USA, Kommandantin)
2. Christiane Heinicke (Deutschland, Physikerin/Ingenieurin)
3. Sheyna Gifford (USA, Ärztin)
4. Andrzej Stewart (USA/Großbritannien, Ingenieur)
5. Cyprien Verseux (Frankreich, Astrobiologe)
6. Tristan Bassingthwaighte (USA, Architekt)

Die Backup-Crew bestand aus Oscar Mathews und Debbi-Lee Wilkinson.
Forschungsgegenstand: Gruppen-Zusammenhalt und -Performance

### HI-SEAS V
HI-SEAS V begann am 19. Januar 2017 und endete nach acht Monaten im September 2017. Die Teilnehmer waren
1. Ansley Barnard (USA, Ingenieurin)
2. James Bevington (USA, Agrikulturingenieur)
3. Joshua Ehrlich (USA, Ingenieur)
4. Laura Lark (USA, Softwareingenieurin)
5. Brian Ramos (USA, Biomediziner/Elektroingenieur)
6. Samuel Payler (Großbritannien, Astrobiologe/Geologe)

Forschungsgegenstand: Untersuchungen über die möglichen Risiken von Spannungen in sozialen Gruppen und deren Auswirkungen auf die gemeinsam zu erledigende wissenschaftliche Arbeit ("Risk of Performance Decrements Due to Inadequate Cooperation, Coordination, Communication, and Psychosocial Adaptation within a Team")

### HI-SEAS VI (abgebrochen)
Hi-SEAS VI begann mit vier Mitgliedern am 15. Februar 2018 und sollte acht Monate andauern, musste jedoch aufgrund eines Unfalls vorzeitig am 19. Februar 2018 zuerst pausiert und anschließend abgebrochen werden, da eine Mission mit nur noch drei Teilnehmern nicht mehr durchführbar war. Das verletzte Crewmitglied, das einen Stromschlag erlitten hatte, hat sich nach Angaben der HI-SEAS-Organisatoren aber wieder erholt.
Die Teilnehmer waren
1. Sukjin Han (Südkorea, Ökonom, Kommandant)
2. Calum Hervieu (Vereinigtes Königreich, Astrophysiker/Systemingenieur, Engineering Officer)
3. Lisa Stojanovski (Australien, Mission Specialist Communications)
4. Michaela Musilova (Slowakei, Astrobiologe, Science Officer)

Forschungsgegenstand: Geologische Feldarbeit ("geological fieldwork and life systems management"); Sozialstudien

## Erfahrungen
Die 30-jährige deutsche Geophysikerin Christiane Heinicke konnte aus einem Quadratmeter trocken erscheinendem Lavagestein in dem Jahr rund 100 Liter Wasser gewinnen, das „furchtbar schmeckte“. Sie warnt vor der erlebten Langeweile. Schon nach wenigen Monaten gingen wiederholt Streitgespräche um die Außeneinsätze und Gefahren. „Die Extremsituation habe alle Teilnehmer an ihre Grenzen geführt.“ Sie würde zum Mars fliegen, „wenn die Technik ausgereift ist, die richtigen Menschen dabei sind und es einen Rückflug zur Erde gibt“.
Der Franzose im Team, Cyprien Verseux, meinte, dass die technischen und psychologischen Hindernisse überwunden werden können und eine Marsmission daher realistisch ist.
Die NASA visiert eine erste bemannte Marsmission für um 2035 an; diese würde 1 bis 3 Jahre Dauer benötigen. Bisher sind nur unbemannte Flüge zum Roten Planeten erfolgt.

## Medien und Literatur
- Zak Wilson (HI-SEAS III) bloggt über seine Erfahrungen unter almostmars
- Über HI-SEAS IV befindet sich der Film Red Heaven in der Postproduktion
- Christiane Heinicke (HI-SEAS IV) hat ein Buch über ihre Zeit in dem Habitat geschrieben (Leben auf dem Mars – Mein Jahr in einer außerirdischen Wohngemeinschaft, Knaur-Verlag, 2016).
- Über HI-SEAS IV wurde im April 2018 von Gimlet Media ein zehnteiliger Podcast mit dem Titel The Habitat (The Habitat) veröffentlicht.
- Laura Lark von HI-SEAS V bloggte hierüber unter domeawayfromhome.
- Ansley Barnard von HI-SEAS V bloggt hierüber unter martianstandardtime.
- Es existiert ein Missionstrailer zu HI-SEAS V auf Youtube ()
- Carmel Johnston (HI-SEAS IV) über die Mission im TED-Talk auf Youtube ().
- James Bevington (HI-SEAS V) bloggte über die Mission unter jamesonmars.
- Joshua Ehrlich (HI-SEAS V) bloggte unter small-steps-giant-leaps.
- Brian Ramos (HI-SEAS V) bloggte unter thetravelingspaceman.

## Ähnliche Experimente
- Aufenthalte auf der ISS dauern üblicherweise 6 Monate.
- Isolationsexperimente der NASA gab es zuvor schon; eines mit 4 und eines mit 8 Monaten Dauer. Samt diesem 12-monatigen von 2015/2016 gab die NASA dafür 1,2 Mio. Dollar (knapp 1,1 Mio. Euro) aus. Das ist sehr preiswert im Vergleich zu Weltraumforschung oder einer Weltraummission, die schiefgeht, meint die wissenschaftlich für HI-SEAS Projektverantwortliche Kim Binsted.
- In dem Isolationsexperiment Mars-500 lebten ab 2011 sechs Personen 520 Tage isoliert.
- Biosphäre 2 war ein Experiment mit dem Ziel, ein von der Außenwelt unabhängiges, sich selbst erhaltendes Ökosystem zu schaffen.